# Estadio de Fútbol Ulsan Munsu
El Estadio de Fútbol Ulsan Munsu (울산문수축구경기장 en hangul), anteriormente Estadio Mundialista de Ulsan, es un estadio multifuncional ubicado en la portuaria ciudad metropolitana de Ulsan, de la provincia de Yeongnam en Corea del Sur. Es el estadio donde juega de local el Ulsan Hyundai Football Club en la K-League. Su dirección es San 5, Ok-dong, Nam-gu, Ulsan.
El estadio aparece con el nombre de Konami Stadium en el juego Pro Evolution Soccer sus versiones 2011, 2012, 2013, 2014, 2015, 2016, 2017 y 2018

## Copa Mundial de Fútbol de 2002
- ver Copa Mundial de Fútbol de 2002.

| Fecha      | Selección | Resultado | Selección      | Ronda            |
| ---------- | --------- | --------- | -------------- | ---------------- |
| 01-06-2002 | Uruguay   | 1 - 2     | Dinamarca      | Grupo A          |
| 03-06-2002 | Brasil    | 2 - 1     | Turquía        | Grupo C          |
| 21-06-2002 | Alemania  | 1 - 0     | Estados Unidos | Cuartos de final |